# Libéria a 2024. évi nyári olimpiai játékokon
Libéria a franciaországi Párizsban megrendezett 2024. évi nyári olimpiai játékok egyik részt vevő nemzete volt. Az országot az olimpián 1 sportágban 8 sportoló képviselte, akik érmet nem szereztek.

## Atlétika
Férfi
| Versenyző                                                                            | Versenyszám     | Selejtező | Selejtező | Selejtező | Előfutam | Előfutam | Előfutam | Vigaszág | Vigaszág | Vigaszág | Elődöntő | Elődöntő | Elődöntő | Döntő   | Döntő    |
| Versenyző                                                                            | Versenyszám     | Idő       | Hely.     | Össz.     | Idő      | Hely.    | Össz.    | Idő      | Hely.    | Össz.    | Idő      | Hely.    | Össz.    | Idő     | Helyezés |
| ------------------------------------------------------------------------------------ | --------------- | --------- | --------- | --------- | -------- | -------- | -------- | -------- | -------- | -------- | -------- | -------- | -------- | ------- | -------- |
| Emmanuel Matadi                                                                      | 100 m           | kiemelt   | kiemelt   | kiemelt   | 10,08    | 4.       | 21.      |          |          |          | 10,18    | 8.       | 26.      | kiesett | kiesett  |
| Joseph Fahnbulleh                                                                    | 200 m           |           |           |           | 20,20    | 1.       | 8.       | erőnyerő | erőnyerő | erőnyerő | 20,12    | 2.       | 6.       | 20,15   | 7.       |
| Joseph Fahnbulleh Emmanuel Matadi Jabez Reeves John Sherman Akeem Sirleaf (tartalék) | 4 × 100 m váltó |           |           |           | 38,97    | 7.       | 15.      |          |          |          |          |          |          | kiesett | kiesett  |

Női
| Versenyző             | Versenyszám | Selejtező | Selejtező | Selejtező | Előfutam | Előfutam | Előfutam | Vigaszág | Vigaszág | Vigaszág | Elődöntő | Elődöntő | Elődöntő | Döntő   | Döntő    |
| Versenyző             | Versenyszám | Idő       | Hely.     | Össz.     | Idő      | Hely.    | Össz.    | Idő      | Hely.    | Össz.    | Idő      | Hely.    | Össz.    | Idő     | Helyezés |
| --------------------- | ----------- | --------- | --------- | --------- | -------- | -------- | -------- | -------- | -------- | -------- | -------- | -------- | -------- | ------- | -------- |
| Thelma Davies         | 100 m       | kiemelt   | kiemelt   | kiemelt   | 12,05    | 9.       | 69.      |          |          |          | kiesett  | kiesett  | kiesett  | kiesett | kiesett  |
| Destiny Smith-Barnett | 100 m       | kiemelt   | kiemelt   | kiemelt   | 11,99    | 8.       | 66.      |          |          |          | kiesett  | kiesett  | kiesett  | kiesett | kiesett  |
| Ebony Morrison        | 100 m gát   |           |           |           | 12,93    | 6.       | 23.      | 12,82    | 1.       | 2.       | kizárták | kizárták | kizárták | kiesett | kiesett  |